# هبلران
هبلران هي قرية في مقاطعة سلماس، إيران. يقدر عدد سكانها بـ 348 نسمة بحسب إحصاء 2016.